# Margaret Tyzack
Margaret Maud Tyzack (Newham, 9 settembre 1931 – Londra, 25 giugno 2011) è stata un'attrice britannica.

## Carriera
Attiva in televisione, nel cinema e nel teatro, lavorò con la prestigiosa Royal Shakespeare Company, in Inghilterra, in particolare nel dramma  Chi ha paura di Virginia Woolf?, che andò in scena nel 1981 al Royal National Theatre e le valse il Laurence Olivier Award alla miglior attrice. Nel 1970 si aggiudicò il BAFTA televisivo come miglior attrice per il ruolo della regina Anna di Gran Bretagna nella miniserie The First Churchills.
Nel 1990 vinse il Tony Award per la sua performance nella pièce di Broadway Amanda Amaranda di Peter Shaffer. Prese parte alla rivoluzionaria serie La saga dei Forsyte (1967), che introdusse al pubblico mondiale il canale inglese BBC, e alla miniserie Io Claudio imperatore (1976), nel quale interpretò Antonia, la madre dell'imperatore romano Claudio, poi apparve in Le avventure del giovane Indiana Jones (1992-1993), in cui recitò nei panni dell'insegnante di Indiana Jones.
Tra i suoi lavori cinematografici figurano 2001: Odissea nello spazio (1968), Arancia meccanica (1971), entrambi di Stanley Kubrick, e Match Point (2005) di Woody Allen. Dal 1958 fino alla morte fu sposata con il professore di matematica Alan R. Stephenson da cui ebbe un figlio, Matthew (1964). È morta di cancro nel 2011, all'età di 79 anni.

## Filmografia

### Cinema
- Behind the Mask, regia di Brian Desmond Hurst (1958)
- Let's Get Married, regia di Peter Graham Scott (1960)
- Highway to Battle, regia di Ernest Morris (1961)
- 003 contro Intelligence Service (Ring of Spies), regia di Robert Tronson (1964)
- Bisbigli (The Whisperers), regia di Bryan Forbes (1967)
- 2001: Odissea nello spazio (2001: A Space Odyssey), regia di Stanley Kubrick (1968)
- A Touch of Love, regia di Waris Hussein (1969)
- Arancia meccanica (A Clockwork Orange), regia di Stanley Kubrick (1971)
- Il testamento (The Legacy), regia di Richard Marquand (1978)
- Quatermass Conclusion - La Terra esplode (The Quatermass Conclusion), regia di Piers Haggard (1979)
- The Wars, regia di Robin Phillips (1983)
- Mr. Love, regia di Roy Battersby (1985)
- Prick Up - L'importanza di essere Joe (Prick Up Your Ears), regia di Stephen Frears (1987)
- La puttana del re (La putain du roi), regia di Axel Corti (1990)
- Mrs. Dalloway, regia di Marleen Gorris (1997)
- Until Death, regia di Charles Buchanan (1998)
- Bright Young Things, regia di Stephen Fry (2003)
- Match Point, regia di Woody Allen (2005)
- Il re dei ladri (The Thief Lord), regia di Richard Claus (2006)
- Scoop, regia di Woody Allen (2006)
- Mother's Milk, regia di Gerald Fox (2011)

### Televisione
- The Adventures of Annabel – serie TV, 6 episodi (1955-1956)
- The End Begins, regia di Hal Burton – film TV (1956)
- The Crimson Ramblers – serie TV, 1 episodio (1956)
- BBC Sunday-Night Theatre – serie TV, 6 episodi (1956-1959)
- Kenilworth – serie TV, 1 episodio (1957)
- A Woman of Property, regia di Chloe Gibson – film TV (1957)
- Angel Pavement – serie TV, 4 episodi (1957-1958)
- Armchair Theatre – serie TV, 1 episodio (1958)
- Passaporto per l'inferno (Passport to Shame), regia di Alvin Rakoff – film TV (1958)
- The Infamous John Friend, regia di Martha Roscoe Garnett e A.R. Rawlinson – miniserie TV (1958)
- Saturday Playhouse – serie TV, 2 episodi (1958-1959)
- World Theatre, regia di Stuart Burge – miniserie TV (1959)
- The Four Just Men – serie TV, 1 episodio (1960)
- BBC Sunday-Night Play – serie TV, 3 episodi (1960-1961)
- ITV Television Playhouse – serie TV, 2 episodi (1960-1963)
- Theatre 70 – serie TV, 1 episodio (1961)
- Drama 61-67 – serie TV, 2 episodi (1961)
- The Ginger Man, regia di Peter Dews – film TV (1962)
- Maigret – serie TV, 1 episodio (1963)
- ITV Play of the Week – serie TV, 2 episodi (1963-1965)
- The Indian Tales of Rudyard Kipling – serie TV, 1 episodio (1964)
- Thursday Theatre – serie TV, 1 episodio (1965)
- The Wednesday Thriller – serie TV, 1 episodio (1965)
- Thirty-Minute Theatre – serie TV, 1 episodio (1965)
- La saga dei Forsyte (The Forsyte Saga) – serie TV, 23 episodi (1967)
- ITV Playhouse – serie TV, 1 episodio (1968)
- Minding the Shop, regia di James Gilbert – film TV (1968)
- W. Somerset Maugham – serie TV, 1 episodio (1969)
- The First Churchills – serie TV, 9 episodi (1969)
- Jackanory – serie TV, 11 episodi (1969-1970)
- Masterpiece Theatre – serie TV, 1 episodio (1971)
- La cugina Betta (Cousin Bette), regia di Gareth Davies – miniserie TV (1971)
- Play of the Month – serie TV, 1 episodio (1974)
- Affari di cuore (Affairs of the Heart) – serie TV, 1 episodio (1975)
- Io Claudio imperatore (I, Claudius), regia di Herbert Wise – miniserie TV (1976)
- Quatermass Conclusion - La Terra esplode (The Quatermass Conclusion), regia di Piers Haggard – miniserie TV (1979)
- Racconto d'inverno (The Winter's Tale), regia di Jane Howell – miniserie TV (1981)
- Plays for Pleasure – serie TV, 1 episodio (1981)
- Lady Killers – serie TV, 1 episodio (1981)
- BBC2 Playhouse – serie TV, 2 episodi (1981-1982)
- For the Love of Egypt, regia di Anna Benson Gyles – film TV (1982)
- An Inspector Calls, regia di Michael Simpson – miniserie TV (1982)
- Carlo e Diana - Una storia d'amore (Charles & Diana: A Royal Love Story), regia di James Goldstone – film TV (1982)
- La vendetta dei fratelli Corsi (The Corsican Brothers), regia di Ian Sharp – film TV (1985)
- Miss Marple (Agatha Christie's Miss Marple) – serie TV, episodio 1x08 (1987)
- Thacker, regia di Richard Spence – film TV (1992)
- Le avventure del giovane Indiana Jones (The Young Indiana Jones Chronicles) – serie TV, 8 episodi (1992-1993)
- Alleyn Mysteries – serie TV, 1 episodio (1994)
- Family Money – serie TV, 1 episodio (1997)
- Dalziel and Pascoe – serie TV, 1 episodio (1998)
- Our Mutual Friend, regia di Julian Farino – miniserie TV (1998)
- Doc Martin – serie TV, 1 episodio (2005)
- Wallis & Edward, regia di David Moore – film TV (2005)
- Giardini e misteri (Rosemary & Thyme) – serie TV, 1 episodio (2006)
- L'ispettore Barnaby (Midsomer Murders) – serie TV, episodi 3x05-12x05 (2000-2009)
- EastEnders – serie TV, 3 episodi (2011)

## Teatro (parziale)
- Un uomo per tutte le stagioni, di Robert Bolt. Nottingham Playhouse di Nottingham (1961)
- Coriolano, di William Shakespeare. Royal Shakespeare Theatre di Stratford-upon-Avon (1972) e Aldwych Theatre di Londra (1973)
- Giulio Cesare, di William Shakespeare. Royal Shakespeare Theatre di Stratford-upon-Avon (1972) e Aldwych Theatre di Londra (1973)
- Tito Andronico, di William Shakespeare. Royal Shakespeare Theatre di Stratford-upon-Avon (1972) e Aldwych Theatre di Londra (1973)
- Chi ha paura di Virginia Woolf?, di Edward Albee. National Theatre di Londra (1981)
- Tutto è bene quel che finisce bene, di William Shakespeare. Tournée britannica e Al Hirschfeld Theatre di Broadway (1983)
- Amanda Amaranda, di Peter Shaffer. Theatre Royal di Bath (1987), Gielgud Theatre di Londra (1988), Ethel Barrymore Theatre di Broadway (1990)
- L'importanza di chiamarsi Ernesto, di Oscar Wilde. Aldwych Theatre di Londra (1992)
- Indian Ink, di Tom Stoppard. Aldwych Theatre di Londra (1994)
- Signore e signori, di Alan Bennett. Harold Pinter Theatre di Londra (1997)
- Il Tartuffo, di Molière. National Theatre di Londra (2002)
- Come tu mi vuoi, di Luigi Pistilli. Playhouse Theatre di Londra (2004)
- Il giardino di gesso, di Enid Bagnod. Donmar Warehouse di Londra (2008)
- Fedra, di Jean Racine. National Theatre di Londra (2009)
- My Fair Lady, di Alan Jay Lerner e Frederick Loewe. Théâtre du Châtelet di Parigi (2010)

## Riconoscimenti
- British Academy Television Awards
  - 1970 – Miglior attrice per The First Churchills
- Tony Award
  - 1990 – Miglior attrice non protagonista in un'opera teatrale per Amanda Amaranda
- Laurence Olivier Award
  - 1981 – Laurence Olivier Award alla miglior attrice per Chi ha paura di Virginia Woolf?
  - 2009 – Laurence Olivier Award alla miglior attrice per Il giardino di gesso

## Doppiatrici italiane
Nelle versioni in italiano dei suoi film, Margaret Tyzack è stata doppiata da:
- Benita Martini in 2001: Odissea nello spazio, Arancia meccanica, Quatermass Conclusion - La Terra esplode
- Marzia Ubaldi in Match Point
- Alina Moradei in Racconto d'inverno
- Micaela Giustiniani in Le avventure del giovane Indiana Jones